# Tom Vek
Tom Vek, właśc. Thomas Timothy Vernon-Kell (ur. 10 maja 1981 w Londynie) – brytyjski muzyk-samouk i multiinstrumentalista, łączący w swojej twórczości muzykę elektroniczną z indie rockiem, punkiem, dance i wpływami nowej fali czy garage rock.

## Życiorys

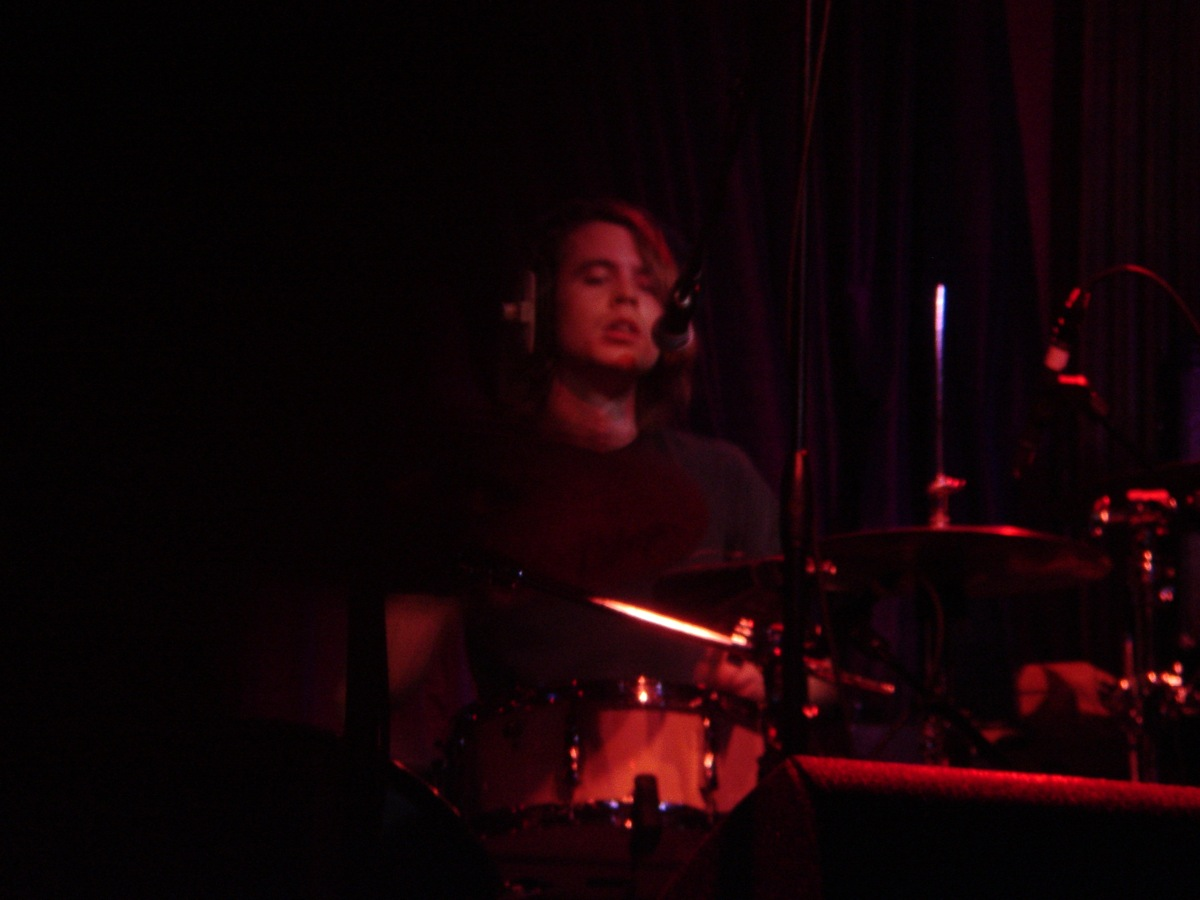
Tom Vek w listopadzie 2005 roku

Vek jako nastolatek w połowie lat 90. XX wieku zainspirował się grungem i zaczął tworzyć muzykę rockową na wzór zespołów The Smashing Pumpkins i Pearl Jam. Wcześniej wspierał on swojego ojca, gitarzystę grającego na basie i perkusji, w ich garażu. Kiedy w wieku 14 lat jego rodzina kupiła magnetofon szpulowy, zaczął nagrywać swoją muzykę, która pod koniec lat 90. XX wieku ewoluowała od grunge'owego rocka po elektronikę inspirowaną utworami wytwórni Warp Records i Ninja Tune.
Wysyłał swoją muzykę do Alexa Coopera, przyjaciela rodziny i wieloletniego perkusisty zespołu Katrina & the Waves, który przesyłał ją dalej swojemu kuzynowi Timowi „Love” Lee, szefowi wytwórni Tummy Touch Records. Lee podpisał kontrakt z Vekiem, a pierwszym efektem tej współpracy stała się wydana w 2001 roku płyta „There's Only One Thing Left Now”. Wytwórnia zgodziła się też wydać jego pełny album, którego muzyka zaczęła ewoluować od delikatnej elektroniki do bardziej rockowych brzmień. Nowy kierunek ukazały kolejne single, w tym „If You Want”.
Debiutancki album Veka We Have Sound został wydany w Wielkiej Brytanii w kwietniu 2005 roku. Jesienią tergo samego roku wytwórnia Startime International wydała sublicencję w Stanach Zjednoczonych, a Vek wyruszył w trasę koncertową promującą swój album. Został on nagrany w garażu swoich rodziców na magnetofonie szpulowym. Muzycznie porównywano go wówczas do Becka i zespołów LCD Soundsystem, Bloc Party czy The Rapture.
Utwór „One Horse Race” znalazł się na soundtracku wydanej w 2008 roku grze wideo Grand Theft Auto IV.
Po wydaniu albumu założył on we wschodnim Londynie studio Palett Recording Studio. Nauka nowych technik produkcji muzyki i zapełnienie studia niestandardowym sprzętem zajęło mu trzy lata, a przez kolejne dwa pisał i nagrywał muzykę. 
Od czasu zakończenia promocji albumu We Have Sound pozostawał poza zasięgiem opinii publicznej aż do 11 kwietnia 2011 roku, kiedy to zapowiedział wydanie swojego drugiego albumu Leisure Seizure. 18 kwietnia zadebiutował w brytyjskim radiu swoim nowym singlem „A Chore”. Płyta ukazała się ona w wersji cyfrowej w czerwcu tego samego roku, a w wersji fizycznej we wrześniu.
Utwór „Aroused” z albumu Leisure Seizure znalazł się na ścieżce dźwiękowej wydanej w 2012 roku gry wideo Forza Horizon.
Po wydaniu Leisure Seizure został on eksmitowany ze swojego studia we wschodnim Londynie, aby zrobić miejsce na więcej mieszkań. W połowie kwietnia 2014 roku zapowiedział swój trzeci album studyjny Luck utworem „Sherman (Animals In The Jungle)”. Ukazał się on 9 czerwca tego samego roku. Vek w teledysku do utworu „Broke” umieścił materiał przedstawiający zespół The KLF, który w 1994 roku spalił własne pieniądze – 1 milion funtów.
W kwietniu 2015 roku wraz z byłym wokalistą zespołu White Rose Movement Finnem Vinem rozpoczął projekt pn. „The Fax”, który został napisany w odpowiedzi na wstrzymanie unijnego programu poszukiwawczo-ratowniczego na Morzu Śródziemnym „Mare Nostrum”. Cały dochód trafił do Migrant Offshore Aid Station i rady ds. uchodźców.
Po sześciu latach nieobecności Vek 12 listopada 2020 roku zaprezentował czwarty album „New Symbols”, a także Sleevenote – urządzenie do odtwarzania muzyki, które sam zaprojektował. W sierpniu 2022 roku został wydany jego piąty album studyjny – Newer Symbols.

## Dyskografia

### Albumy studyjne
| Rok                                                     | Tytuł           | Szczegóły                                                         | Najwyższa pozycja na liście | Najwyższa pozycja na liście | Najwyższa pozycja na liście |
| Rok                                                     | Tytuł           | Szczegóły                                                         | UK                          | UK Indie                    | SCO                         |
| ------------------------------------------------------- | --------------- | ----------------------------------------------------------------- | --------------------------- | --------------------------- | --------------------------- |
| 2005                                                    | We Have Sound   | - Data: 4 kwietnia 2005 - Wydawca: Tummy Touch / Go! Beat Records | 73                          | 29                          | 85                          |
| 2011                                                    | Leisure Seizure | - Data: 6 czerwca 2011 - Wydawca: Island Records                  | 79                          | —                           | —                           |
| 2014                                                    | Luck            | - Data: 9 czerwca 2014 - Wydawca: Moshi Moshi Records             | —                           | 30                          | —                           |
| 2020                                                    | New Symbols     | - Data: 12 listopada 2020 - Wydawca: Moshi Moshi Records          | —                           | —                           | —                           |
| 2022                                                    | Newer Symbols   | - Data: 8 sierpnia 2022 - Wydawca: Moshi Moshi Records            | —                           | —                           | —                           |
| "—" oznacza, że album nie był notowany na danej liście. |                 |                                                                   |                             |                             |                             |
| [ 2 ] [ 1 ]                                             | [ 2 ] [ 1 ]     | [ 2 ] [ 1 ]                                                       | [ 12 ]                      | [ 12 ]                      | [ 12 ]                      |